# Gadsar Lake
Der Gadsar Lake ist ein Bergsee im westlichen Himalaya im indischen Unionsterritorium Jammu und Kashmir.
Der Gadsar Lake befindet sich 45 km nordnordöstlich von Srinagar im Distrikt Bandipore. Der auf 3600 m Höhe gelegene See wird nach Nordwesten zum Nilam entwässert.
Er ist ein touristisches Ziel. Ein Ausgangspunkt für Touren zum Gadsar Lake bildet die 25 km ostsüdöstlich im Flusstal des Sind gelegene Ortschaft Sonamarg. In den Monaten Dezember–April gefriert die Seeoberfläche.